# House (New Mexico)
House is een plaats (village) in de Amerikaanse staat New Mexico, en valt bestuurlijk gezien onder Quay County.

## Demografie
Bij de volkstelling in 2000 werd het aantal inwoners vastgesteld op 72.
In 2006 is het aantal inwoners door het United States Census Bureau geschat op 63, een daling van 9 (-12,5%).

## Geografie
Volgens het United States Census Bureau beslaat de plaats een oppervlakte van
2,4 km², geheel bestaande uit land. House ligt op ongeveer 1434 m boven zeeniveau.

## Plaatsen in de nabije omgeving
De onderstaande figuur toont nabijgelegen plaatsen in een straal van 60 km rond House.